# Srednje Grčevje
Srednje Grčevje este o localitate din comuna Novo mesto, Slovenia, cu o populație de 52 de locuitori.